# Aleksandra Dawidowicz
Aleksandra Katarzyna Dawidowicz (Kalisz, 4 de febrero de 1987) es una deportista polaca que compite en ciclismo de montaña en la disciplina de campo a través. Ganó una medalla de bronce en el Campeonato Mundial de Ciclismo de Montaña de 2012, en la prueba por eliminación.

## Palmarés internacional
| Campeonato Mundial | Campeonato Mundial           | Campeonato Mundial | Campeonato Mundial |
| Año                | Lugar                        | Medalla            | Competición        |
| ------------------ | ---------------------------- | ------------------ | ------------------ |
| 2012               | Leogang/Saalfelden (Austria) | Medalla de bronce  | Eliminación        |